# Adèle d'Osmond

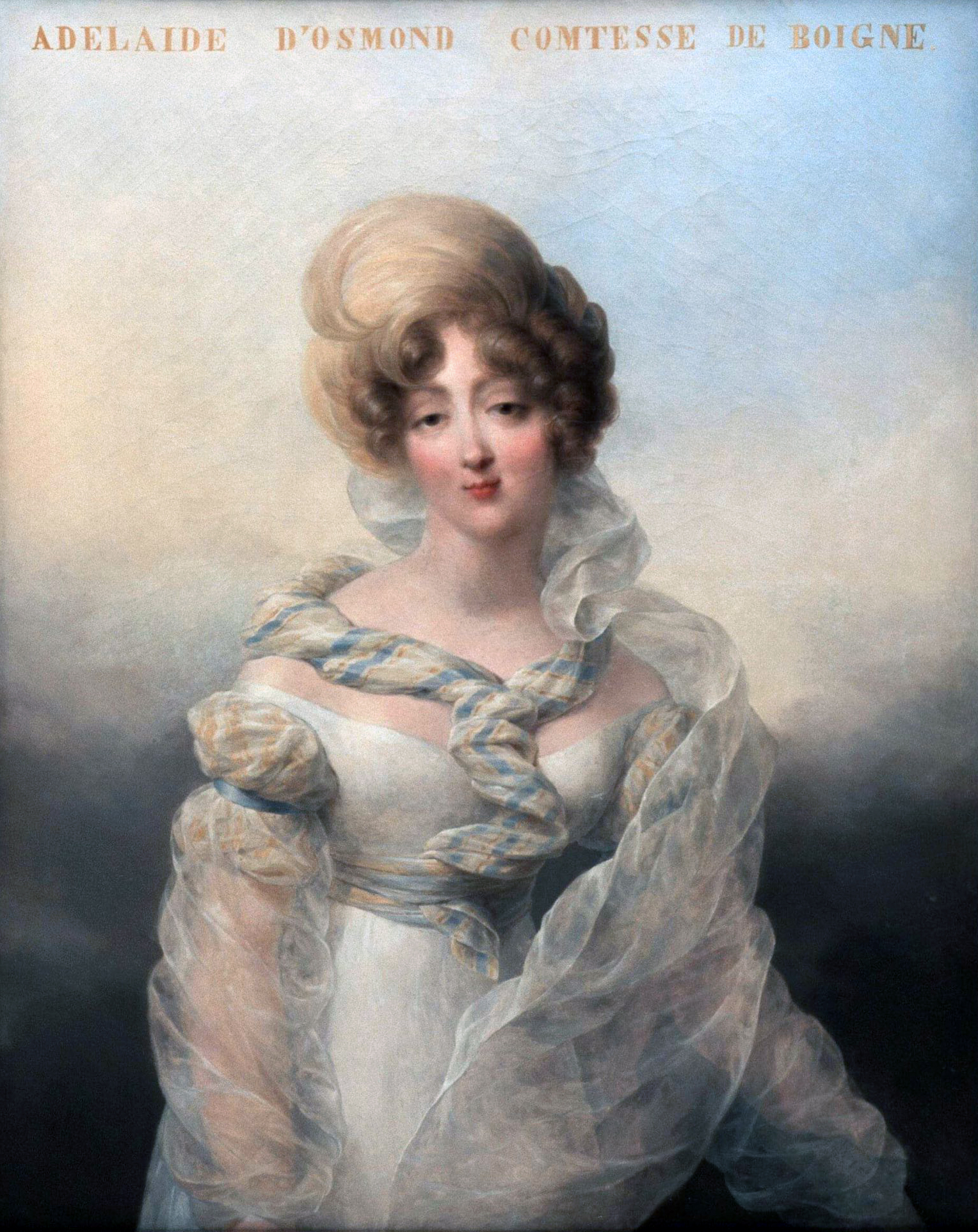
Adèle d'Osmond door Jean Baptiste Isabey, 1810

Adèle d'Osmond, comtesse de Boigne, geboren Adélaïde Charlotte Louise Éléonore d'Osmond (Versailles, 19 februari 1781 - Parijs, 10 mei 1866), was een Frans schrijfster, aristocrate en salonhoudster.

## Leven
Adèle d'Osmond werd geboren te Versailles als dochter van markies René Eustache d'Osmond (1751-1838) en groeide daar op met dauphin Lodewijk Jozef, die haar leeftijdsgenootje was. Na de Franse Revolutie week de familie in 1790 uit naar Londen, waar ze in 1798 huwde met de dertig jaar oudere generaal en graaf Benoît de Boigne (1851-1830), van wie ze vanaf 1804 gescheiden zou leven. In dat jaar keerde ze ook terug naar Parijs, waar Napoleon Bonaparte de terugkeer van voormalige royalisten inmiddels weer toestond. Ze raakte bevriend met Madame de Staël en Madame Récamier.
Na de val van Napoleon in 1814 en het herstel van de Bourbon-dynastie nam Osmond een gezaghebbende positie in binnen de hoogste kringen van de nieuwe aristocratie. Te Parijs leidde ze decennialang een toonaangevende en spraakmakende salon, waar tal van hooggeplaatste personen uit de Franse aristocratie, wetenschap, literatuur en politiek van die tijd acte de présence gaven. Ze was een hartsvriendin van koningin Marie Amélie. Voortdurend had ze minnaars uit de allerhoogste kringen.
Na het revolutiejaar 1848 zou de salon van Osmond in belang afnemen en niet veel later stoppen. Ze overleed in 1866 op 85-jarige leeftijd.

## Literaire nalatenschap
Osmond schreef twee romans maar dankt haar bekendheid als schrijfster eigenlijk uitsluitend aan haar op latere leeftijd geschreven en pas in 1907-1908 gepubliceerde memoires Récits d'une tante, Mémoires de la comtesse de Boigne née d'Osmond, in Nederlandse vertaling verschenen binnen de reeks Privé-domein. Het geldt als een belangrijke kroniek van een bewogen tijdperk, goed en levendig geschreven. Marcel Proust was direct een groot bewonderaar van dit werk en nam Adéle d'Osmond als model voor het personage van Madame de Villeparisis in zijn romanreeks À la recherche du temps perdu.